# Obština Ružinci
Obština Ružinci (bulharsky Община Ружинци) je bulharská jednotka územní samosprávy ve Vidinské oblasti. Leží v severozápadním cípu Bulharska. Sídlem obštiny je ves Ružinci, kromě ní zahrnuje obština 9 vesnic. Žije zde okolo 4 tisíc stálých obyvatel.

## Sídla
| - Belo Pole - Černo Pole - Gjurgič - Dinkovo | - Dražinci - Drenovec - Plešivec | - Roglec - Ružinci (sídlo správy) - Topolovec |

## Sousední obštiny
| Růžice kompasu | Dimovo          |          | Lom      | Růžice kompasu |
| Růžice kompasu |                 | Sever    | Brusarci | Růžice kompasu |
| Růžice kompasu | Obština Ružinci |          | Brusarci | Růžice kompasu |
| Růžice kompasu | Jih             |          | Brusarci | Růžice kompasu |
| Růžice kompasu | Čuprene         | Čiprovci | Montana  | Růžice kompasu |

## Obyvatelstvo
V obštině žije 3 289 stálých obyvatel a včetně přechodně hlášených obyvatel 4 177. Podle sčítáni 1. února 2011 bylo národnostní složení následující:
- Bulhaři: 3 494 (80.7 %)
- Romové: 806 (18.6 %)
- Turci: 5 (0.1 %)
- ostatní: 26 (0.6 %)